# Igaz Gáspár
Igaz Gáspár (18. század - 19. század) magyar római katolikus plébános és káplán.

## Élete
1810-ben káplán volt Szentjánosiban, 1812-13-ban pedig plébános a Sopron vármegyei Szilsárkányban.

## Művei
Két műve jelent meg, amelyek közül az egyik két kötetes:
- A Jézus szenvedése, amelyet történeti beszédekben mesél el, ezeket lefordította idegen nyelvről. (Pozsony, 1810 [I. és II. esztendő]; két kötet)
- Tek. Nemzetes Rátkai és Salamonfai Barthodeiszky Pál úrnak,  t. n. Sopron vármegye táblabírájának, amelyet így kezd el: Tisztelő barátja,... (Győr, 1814, költemény)